# Executive Training Programme

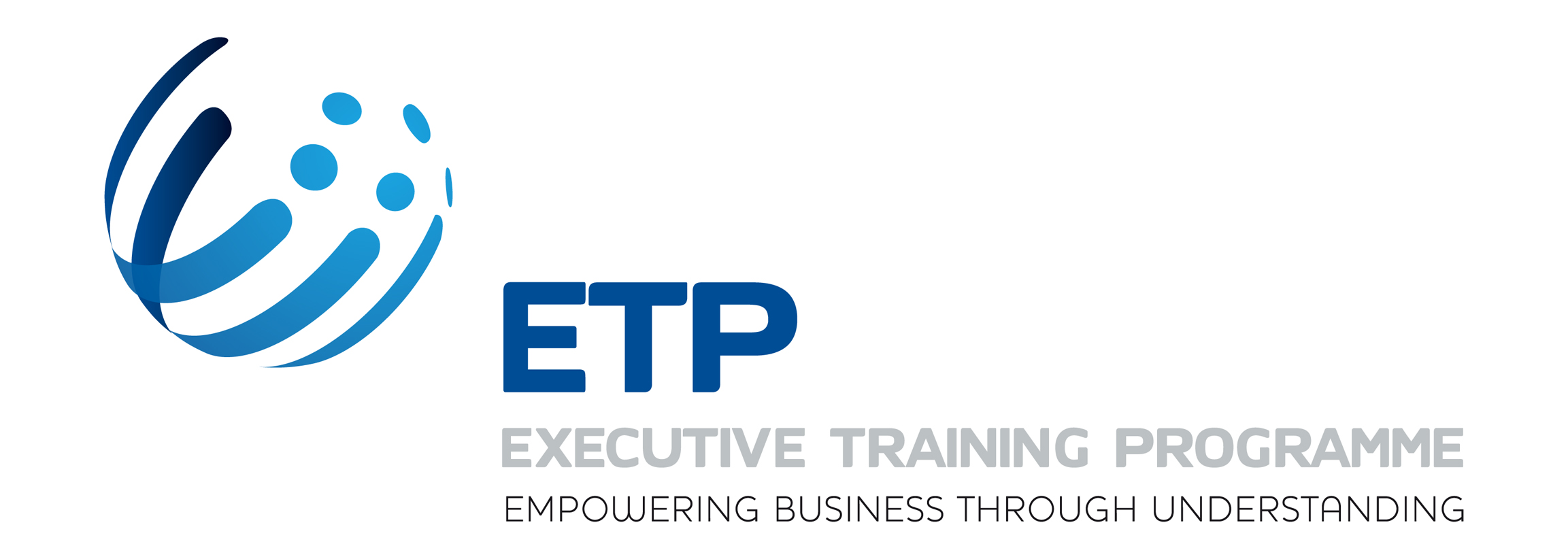
ETP Logo

The Executive Training Programme (ETP) är ett managementprogram finansierat av Europeiska kommissionen, med målet att främja exporten av varor och tjänster till Japan och Sydkorea. ETP hade skapats för att förse europeiska företagsledare och dess företag med utbildning i affärs-, språk- och kulturkunskaper nödvändiga för att övervinna inträdeshinder och möjliggöra framgångsrika marknadsinträden i Japan och Sydkorea . Programmet var upprättat på grund av Japans och Sydkoreas kulturella, ekonomiska och språkliga egenskaper, vilka europeiska företag traditionellt har haft svårigheter att förstå, och utveckla passande marknadsstrategier för. För att trots detta kunna dra fördel av Japan och Sydkorea, två av de största asiatiska marknaderna, erbjuder EU, genom ETP, omfattande hjälp med affärsutveckling av europeiska företag i Ostasien sedan 1979.
Med 1 100 utexaminerade från mer än 800 företag, varav 15 av de 20 största europeiska företagen och många små- och mellanstora företag, är Executive Training Program (ETP) ett av EU:s äldsta och mest framgångsrika utbildningsprogram.

## Programmöversikt
ETP:s huvudmål är att stödja dess deltagare så mycket att de efter avslutad kurs, tillsammans med sina företag, kan utveckla framgångsrika marknadsinträdesstrategier och därmed öka exporten till eller investeringar i målländerna. 
Programmet är utformat på så sätt att både deltagarna och deras företag uppnår hållbara fördelar. Å ena sidan ligger personlig karriärutveckling i fokus, då deltagarna utbildas till experter på Japan och Sydkoreas högt specialiserade marknader. Detta gör deltagarna unika och attraktiva på arbetsmarknaden. Å andra sidan förser programmet företagen med intern expertis, vilket klart underlättar förståelsen för Japan och Sydkoreas konsumtions- och samhällsmönster. Dessutom har ETP:s deltagare goda möjligheter att utveckla sina personliga nätverk .
För att nå sina mål använder ETP en blandning av lärmetoder, såsom gästtalare, networking-event, företagsbesök och praktik.
Det årliga, 45 veckor långa, programmet för ledarskapsutveckling består av tre moduler:
1. Förberedelsemodul i EU (Inception Module): Tre veckors intensivkurs i Japans eller Sydkoreas kultur, historia och samhälle i School of Oriental and African Studies vid University of London.
2. Inskolningsmodul på plats (Immersion Module): 30 veckor bestående av olika kurser i företagsekonomi (delvis valbara), samt en intensivspråkkurs vid ett av de högt renommerade universiteten  Waseda i Tokyo eller Yonsei i Seoul.
3. Praktikmodul (Internship): 12 veckors praktik i ett japanskt eller sydkoreanskt företag för att applicera nyvunna kunskaper och färdigheter samt utveckling av deltagarens personliga nätverk i relevant bransch.

## Urvalsprocess och kriterier
Executive Training Program är begränsat till personer på ledningsnivå inom företag med säte i EU samt är medborgare i ett EU-land. Dessutom måste den sökandes företag ha minst 5 anställda, en omsättning om minst 500 000 euro, och kunna visa ett aktivt intresse för den japanska eller sydkoreanska marknaden. Sökande måste också ha goda kunskaper i engelska och minst 3-5 års arbetserfarenhet, beroende på utbildningsgrad. Ansökningsprocessen består av en gemensam ansökan mellan sökanden och dess företag via ETP:s webbsida.
Lovande kandidater blir inbjudna av Europeiska kommissionen för en personlig intervju i Bryssel. På basis av denna intervju väljer kommissionen sedan ut 45 deltagare för Japan och 15 för Sydkorea.

## Finansiellt stöd
Europeiska kommissionen står för alla kursavgifter för intensivkursen i London samt kursen i respektive land. Dessutom stöder kommissionen deltagarna med 2 200 Euro per månad för Japan (totalt 26 400  Euro) och 2 000 Euro per månad för Sydkorea (totalt 24 000 Euro). Det rekommenderas också att deltagarens företag står för en del av kostnaderna, såsom flyg- och levnadskostnader .

## Historia/Bakgrund
Executive Training Program grundades 1979 av Europeiska kommissionen i och med den starka tillväxten på den japanska marknaden. Europeiska kommissionen fastställde att Japans tillväxt erbjöd mångsidiga affärsmöjligheter för europeiska företag.
På grund av att Japans affärsseder skiljer sig markant från Europas, stötte många europeiska företag på svårigheter på den japanska marknaden. Målet för Executive Training Program var därför att utrusta deltagande företag med de nödvändiga redskapen för affärsframgång i Japan .
År 1980 avslutade de 21 första ETP-deltagarna framgångsrikt den 18 månader långa utbildningskursen. De följande åren blev ETP allt mer populärt, och år 1993 utexaminerade Europeiska kommissionen den 500:e deltagaren.
1995 offentliggjorde Europeiska kommissionen för första gången statistik kring de före detta ETP-deltagarna: Under de 10 första åren efter att en företagsledare deltagit vid ETP har dess företag i genomsnitt fördubblat sin omsättning. Dessutom har 65% av de före detta ETP-deltagarna nått en topposition inom sina företag.
I och med den ökade framgången för ETP i Japan beslöt Europeiska kommissionen år 2002 att utöka programmet till Republiken Korea. Den sydkoreanska ekonomin expanderade kraftigt, men återigen stötte europeiska företag på kulturella och avståndsrelaterade problem i handeln. Liksom i Japan såg Europeiska unionen även här chansen att, trots svårigheterna, möjliggöra ett framgångsrikt marknadsinträde genom specialiserad utbildning.
2006 anpassade ETP sig till förändrade marknadsförhållanden och kortades av till 12 månader.
2010 avslutade den tusende deltagaren en ETP utbildningskurs.
Efter ett kort uppehåll lanserades ETP återigen år 2011 med ny märkesprofil. Programmet kortades också ner till 45 veckor enligt företagens önskan.

## Framtidsutsikter
Även om tillväxten i de båda länderna har mattats av något, ser Europeiska kommissionen fortsatt stor potential i Japan och Sydkorea som sjätte och nionde största handelspartner till EU. Med sina 127 miljoner invånare som förfogar över en enorm köpkraft, är framförallt Japan av fortsatt stor betydelse, både som lokal marknad och som knutpunkt i Asien.
En studie från 2011, på uppdrag av Europeiska kommissionen, undersökte varför per-capita handeln mellan de flesta EU-länder och Japan och Sydkorea är betydligt lägre än handeln med Australien, fast Australien ligger på ungefär samma avstånd från EU-länderna som Japan och Sydkorea.
Studien fann att det inte bara är avståndet som påverkar handeln, utan även andra faktorer, såsom tullar, språk, kultur och affärsmiljö har en tydlig påverkan vad gäller maximeringen av handelspotentialen. Därutöver fann studien, om faktorerna ovan övervinns, att EU-ländernas exportmöjligheter skulle öka om 20 till 40 miljarder euro ..
Med frihandelsavtalet mellan EU och Sydkorea från 2011 har EU redan tagit ett nytt steg i att öppna den sydkoreanska marknaden. För att vidare stödja europeiska företag vid inträde i de japanska och sydkoreanska marknaderna, ska enligt Europeiska kommissionen Executive Training Program fortsatt spela en viktig roll i att komma över språkliga och kulturella hinder .